# Mstitelova tragédie
Mstitelova tragédie je anglicky psaná jakobínská tragédie, jejímž ústředním motivem je pomsta. Tato tragédie byla dříve připisována Cyrilu Tourneurovi, v 21. století je za jejího autora obecně uznáván Thomas Middleton. Na jevišti byla prvně předvedena v roce 1606 a o rok později byla publikována v tištěné formě tiskařem Georgem Eldem.
Hlavními motivy této hry jsou chtíč a ctižádost, které ženou příslušníky jednoho italského šlechtického dvora k různým násilným činům. Hra je plná satiry a cynizmu, které jsou pro jakobínskou tragédii typické. Ještě před restaurací rodu Stuartovců na anglický trůn v roce 1660 upadla hra téměř v zapomnění, ale ve dvacátém století zažila velkolepý návrat na jeviště a získala si oblibu u mnohých režisérů a diváků, kteří oceňovali zejména její nadčasovost.

## Postavy
- Vindice, mstitel, často vystupuje v přestrojení jako kuplíř jménem Piato (v tištěné verzi tragédie z roku 1607 jako i v jejím dalším vydání z roku 1608, se jméno této postavy objevuje ve třech různých podobách, a to sice Vendici, Vindici a Vindice, ze kterých se nejčastěji používá právě poslední tvar Vindice).
- Hippolito, Vindiceho bratr, někdy také přezdívaný Carlo
- Castiza, sestra Vindiceho a Hippolita
- Gratiana, vdova, matka Vindiceho, Hippolita a Castizie
- Vévoda
- Vévodkyně, vévodova druhá manželka
- Lussurioso, vévodův syn z předešlého manželství, vévodův dědic
- Spurio, další vévodův syn, nemanželské dítě
- Ambitioso, nejstarší syn vévodkyně
- Supervacuo, prostřední syn vévodkyně
- Junior, nejmladší syn vévodkyně
- Antonio, nespokojený lord, který patří k vévodovu dvoru
- Antoniova manželka, znásilněna Juniorem
- Pierro, nespokojený lord, který patří k vévodovu dvoru
- Šlechtici, Lussoriovi spojenci
- Lordi, Antoniovi stoupenci
- Vévodova družina
- Dva Soudcové
- Dva Spuriovi Sluhové
- Čtyři Důstojníci
- Žalářník
- Dondolo, Castizin služebník
- Nencio a Sordido, Lussuriovi služebníci
- Ambitiův kumpán

## Obsah
Děj tragédie je zasazen do prostředí nejmenovaného italského šlechtického dvora. 

### První dějství
Vindice truchlí nad smrtí své snoubenky a pohrává si s myšlenkou na pomstu vůči chlípnému vévodovi, který stojí za její smrtí. Vindiceho bratr Hippolito přichází s novinkami z vévodova dvora a oznamuje Vindicemu, že vévodův syn a právoplatný dědic Lussurioso ho požádal, aby mu sehnal kuplíře, který pro něj najde mladou pannu, po které tak velmi touží. Bratři se dohodnou, že Vindice se v přestrojení zhostí role kuplíře, čímž získá příležitost pro svou pomstu. Mezitím je manželka Lorda Antonia znásilněna Juniorem, nejmladším synem vévodkyně. Ten se ke svému činu bezostyšně přiznává, a dokonce o něm před soudem vtipkuje, ale pojednávaní soudu je k překvapení všech zúčastněných vévodou odročeno a rozsudek tak zůstává nevynesen. Juniorovi bratři Ambitioso a Supervacuo mu slibují, že ho ze žaláře vysvobodí a vévodkyně je rozhodnuta, že vévodu podvede s jiným mužem, čímž se mu pomstí za to, že jejího syna nechal zavřít do žaláře. Vévodův nemanželský syn Spurio souhlasí, že bude vévodkyniným milencem, ale když není nikdo poblíž, přiznává, že vévodkyni a její syny nenávidí stejně, jako nenávidí i vévodu a Lussuriosa. Vindice se v přestrojení za kuplíře Piata setkává s Lussoriosem, který mu sděluje, že zmíněnou pannou, po které tak touží, je Hippolitova sestra Castiza. Lussorioso je také přesvědčen, že Castizina matka by za jistý úplatek mohla s jeho plánem souhlasit. Když je Vindice sám, zavazuje se zabít Lussoriosa, ale než tak učiní, chce svou matku a sestru otestovat. Antoniova manželka spáchá sebevraždu, na což Hippolito před všemi přítomnými lordy, že její smrt pomstí.  

### Druhé dějství
Vindice v přestrojení za Piata zkouší mravnost své sestry a matky. Castiza pokušení nepodlehla, ale u matky převážila nad mravností touha po nabízeném zlatě. Lussoriovi však Vindice zalže a přesvědčí ho, že Castiza jeho návrhům už dlouho odolávat nedokáže. Lussorioso je tak odhodlán, že se mu ještě ten samý večer Castiza podvolí. Hippolito a Vindice pak náhodou zaslechnou, jak Spuriův služebník sděluje svému pánovi, že Lussorioso zamýšlí „do hodiny“ přimět Castizu aby s ním sdílela lože. Spurio spěchá najít Lussoriosa a zabít ho přímo při činu. Chvíli na to se na scéně objevuje Lussorioso, který je na cestě za Castizou. Vindice ho zastaví a podává mu klamnou informaci, že Spurio je zrovna s Vévodkyní v její ložnici. Rozzuřený Lussorioso se vydává za Spuriem a vtrhává do Vévodkyniny ložnice, kde však nenachází Spuria, nýbrž svého otce Vévodu. Lussorioso je poté zatčen za pokus o vlastizradu a nadšení Vindice a Hippolito se stahují ze scény. Vévoda, který prohlédnul Ambitiův a Supervacuův předstíraný odpor vůči Lussoriově popravě, je vyšle do žaláře s nařízením na vykonání popravy svého syna v „průběhu příštích pár dní“. Avšak poté, co odejdou, vydává protichůdný rozkaz na propuštění Lussoriosa na svobodu., maskovaná jako "Piato", testuje ctnost své sestry a matky.

### Třetí dějství
Ambitioso a Supervacuo se ihned vydávají na cestu do žaláře, aby nařídili okamžitou popravu Lussoriosa. Než stihnout do žaláře dorazit, je na příkaz Vévody, o kterém však Ambitioso a Supervakuo nevědí, Lussorioso propuštěn na svobodu. Mezitím se Vindice dostává znovu do role kuplíře. Tentokrát si ho najímá sám Vévoda. Vindice tak zosnoval plán, jak Vévodovi obstarat vskutku nevídanou dámu. Touto dámou má být socha oděná v nádherných šatech, která má místo hlavy lebku Vindiceho mrtvé snoubenky zcela pokrytou jedem. Vévoda se má s touto krasavicí setkat po setmění na místě skrytém před očima všech členů Vévodova dvoru. Toto tajné místo je nicméně jen pár kroků od místa setkání Vévodkyně a Spuria. Po polibku s jeho vytouženou dámou se dostává jed Vévodovi pomalu do těla. Ještě než mu Vindice dopomůže na druhý svět dýkou, je Vévoda nucen sledovat svou manželku Vévodkyni, jak ho podvádí se Spuriem. Ambitioso a Supervacuo, kteří stále žijí v domnění, že Lussorioso byl popraven, se nemohou dočkat, až získají titul Vévody místo něj. Vtom jim jeden ze žalářníků přinese čerstvě setnutou hlavu. Ambitioso a Supervacuo předpokládají, že hlava patří Lussoriovi, a jsou radostí bez sebe. To ale jen do momentu, kdy na scénu vstoupí Lussorioso, který má k mrtvole daleko. Zděšení Ambitioso a Supervacuo posléze zjistí, že hlava patří jejich nejmladšímu bratrovi Juniorovi.

### Čtvrté dějství
Lussorioso se svěřuje Hippolitovi, že se chce zbavit Piata, a zjišťuje, zda by Vindice (kterého zná jen z doslechu) nemohl Piata v jeho roli kuplíře nahradit. Hippolito si uvědomuje, že Lussorio Vindice bez převleku nepozná, a tak s jeho plánem souhlasí. Vindice má tak nové poslání, a to zabít Piata. Aby toto poslání splnil, obleče Vindice s pomocí Hippolita mrtvolu Vévody do oblečení, které nosíval Piato. Když se následně toto tělo najde, budou všichni na základě oblečení předpokládat, že Vévodu zabil právě Piato, který si s ním vyměnil šaty, aby dokázal utéct spravedlnosti. V závěru dějství také Vindice a Hippolito konfrontují svou matku Gratianu kvůli její dřívější ochotě prostituovat vlastní dceru Castizu výměnou za úplatek.

### Páté dějství
Vindiceho a Hippolitova strategie s Vévodovou mrtvolou vyšla podle plánu a zpráva o jeho smrti se pomalu šíří po celém dvoře. Vindice a Hippolito posléze vedou skupinu konspirátorů, kteří krátce po dosazení Lussoriosa na post Vévody nového Vévodu i s jeho následovníky zabijí. Poté na scénu přichází druhá skupina v čele s Ambitiosem a Supervacuem, která měla také v úmyslu zabít Lussoriosa. Po příchodu tak zjišťují, že je první skupina předběhla, a po krátké hádce se Ambitioso a Supervacuo obrátí proti sobě a navzájem se zabijí. Umírající Lussorioso není schopen odhalit Vindiceho intriky Lordu Antoniovi. Nadšený svým vítězstvím a dosažením pomsty se Vindice Antoniovi svěřuje, že spolu s Hippolitem zabili starého Vévodu. Zděšený Antonio pak oba bratry odsuzuje k popravě. Vindiceho poslední slova vyjadřují jeho smíření s vlastní smrtí.

## Okolnosti vzniku hry
Mstitelova tragédie patří k druhé generaci anglických divadelních her o pomstě. Ve hře je zachována základní Senecova struktura, kterou do anglické dramatické tvorby zavedl Thomas Kyd. Tato struktura se skládá z následujících částí: mladík je hnán pomstou za smrt starší postavy (v tomto případě za smrt milované ženy Gloriany), která byla způsobena podlostí mocného postaršího muže; pak mstitel vymýšlí plán své pomsty, který často zahrnuje také činy, jejichž morálnost je sporná; poté konečně dosahuje své pomsty skrze krveprolití, během kterého také sám umírá. Autor Mstitelovy tragédie se však od standardů alžbětinského dramatu do značné míry odchyluje, a to kvůli jak literárním, tak historickým faktorům. V roce 1606 se už kupříkladu začínal entuziazmus provázející nastoupení krále Jakuba I. na anglický trůn pomalu měnit na nespokojenost, kterou vyvolala zejména vysoká míra korupce na jeho dvoře. Zdá se, že tento vývoj částečně ovlivnil také vzrůstající počet tragédií, které pracovaly s motivem intrik mezi příslušníky královských a šlechtických dvorů.
V tomto období roste také obliba satiricky a cynicky laděných divadelních her. Ty sice na scénu vstupují ještě před smrtí královny Alžběty I., ale opravdového triumfu dosahují až po nástupu jejího následníka Jakuba I. Biskupský zákaz tvorby veršované satiry z roku 1599 zjevně motivoval některé básníky zkusit své štěstí v dramatické tvorbě. Autoři jako John Marston či Thomas Middleton vnesli do divadelních her motiv pomíjivosti lidského života, stejně jako i motiv pokrytectví. Autorům padlo vhod zejména obnovení činnosti divadelních skupin s dětskými herci jako Blackfriars Children či Paul's Children. Nová představení, která se konala ve vnitřních prostorách, dokázala přitáhnout daleko sofistikovanější publikum než venkovní divadla na předměstích.
Mstitelova tragédie se zřejmě hrála i v divadle Globe, kde v ní účinkovali dospělí divadelní herci, množství násilí a nemravné satiry ale značí, že hra byla původně určena pro představení v soukromých divadlech.

## Historie představení
Šestého října 1607 byla hra zapsána do registru divadelní skupinou Stationers' Company of London a posléze předvedena divadelním sborem King's Men. Nejčastěji se hrávala v divadle Globe, ale pár vystoupení se konalo i na královském dvoře či v divadle Blackfriars.
Theodore Rodenburgh hru později přeložil do nizozemštiny a pod jménem Wraeck-gierigers treur-spel byla tato verze v roce 1618 předvedena na jevišti a také vydána v tištěné formě.
V roce 1965 zažila hra svůj návrat na scénu v představení v divadle Pitlochry Festival Theatre. Rok poté Trevor Nunn upravil tuto tragédii pro inscenaci v podání Royal Shakespeare Company, ve které ztvárnil Vindiceho herec Ian Richardson. Jelikož musel Nunn pracovat s omezeným rozpočtem, použil scénický výtvarník Christopher Marley rekvizity původně vytvořené rok předtím pro hru Hamlet. Nunnova adaptace si i přes to vysloužila převážně pozitivní recenze.
Následně v roce 1976 vytváří Jacques Rivette volnou francouzskou adaptaci Mstitelovy tragédie, která je zfilmována pod názvem Noroît. V této verzi jsou všechny hlavní mužské postavy nahrazeny ženskými a do filmu je také přidaných několik poetických pasáží v angličtině. Účinkovali zde kupříkladu Geraldine Chaplin, Kika Markham a Bernadette Lafont.
V roce 1987 se hra znovu objevuje v repertoáru Royal Shakespeare Company, která ji předvádí v divadle Swan ve městě Stratford nad Avonou. Role Vindiceho se tentokrát chopil divadelní herec Anthony Sher. O dva roky později vzniká belgická adaptace hry zvaná Atelier Sainte-Anne, která je představena v podání bruselské divadelní skupiny vedené Philippem Van Kesselem. Toto představení se však nekonalo v divadle, nýbrž v temné podzemní místnosti, která připomínala bývalé parkoviště, ale i rozpadlou budovu z období renesance. Kostýmy herců byly také netradiční, jelikož byli oděni do punkového oblečení. Hra se v roce 1996 dostává také na jeviště newyorského divadla Protean Theatre.
Další filmové verze se hra dočkala v roce 2002. Původní název hry byl tentokrát zachován a film tak nesl jméno Mstitelova tragédie. Režíroval ho Alex Cox a scénáře se zhostil Frank Cottrell Boyce. Scénář se v mnohém od originálu výrazně odchyluje. Děj filmu je například zasazen do postapokalyptického Liverpoolu. Celý děj se navíc odehrává v budoucnosti. V této verzi hrál Vindiceho Christopher Eccleston, Lussoriosa ztvárnil Eddie Izzard, Vévodkyni zase Diana Quick a role Vévody se ujal Derek Jacobi. Film byl vyprodukován společností Bard Entertainment s.r.o.
Později uvedly dvě přední divadelní společnosti v roce 2008 na divadelní scénu nové adaptace Mstitelovy tragédie. První z nich režíroval Johnatan Moore pro manchesterské divadlo Royal Exchange. Tato inscenace se v Manchesteru hrála od května do června 2008 a v roli Vindiceho se v ní představil Stephen Tompkinson. Druhá adaptace vznikla pro divadlo Oliver Theatre pod záštitou britského Národního divadla. Tuto verzi režírovala Melly Still, Vindiceho hrál Rory Kinnear a hudbu k ní zprostředkoval přítomný orchestr a DJ Differentgear.
V roce 2018 představil režisér Declan Donnellan italskou verzi Mstitelovy tragédie, která byla nejdříve představena v milánském divadle Piccolo Teatro. O něco později, v roce 2019, se tato tragédie dostala během ročního turné i do dalších koutů Itálie.
V Česku se představení hrálo poprvé v roce 2000, v pražském divadle Na Zábradlí. Autorem této adaptace, která byla na scénu uvedena pod jménem Tragédie mstitele, byl Jiří Ornest. V roli Mstitele se představil Jan Kraus. Vévodu zase ztvárnil Josef Hrubý a role Vévodkyně se ujala Chantal Poullain.